# 索特瓦
索特瓦（法語：Sottevast，法語發音：[sɔtva]）是法国芒什省的一个市镇，属于瑟堡区。

## 地名
该地名“Sottevast”发音为[sɔtva]，字母“st”不发音，《世界地名译名词典》将其误译作“索特瓦斯特”。

## 地理
索特瓦（49°31'22"N, 1°35'40"W）面积10.82 平方千米，位于法国诺曼底大区芒什省，该省份为法国西北部沿海省份，西、北、东北三面环大西洋，东起顺时针与卡爾瓦多斯省、奧恩省、马耶讷省和伊勒-维莱讷省接壤。
与索特瓦接壤的市镇（或旧市镇、城区）包括：科唐坦地区布里克贝克、布里、内格勒维尔、罗维尔拉比戈、罗什维尔。

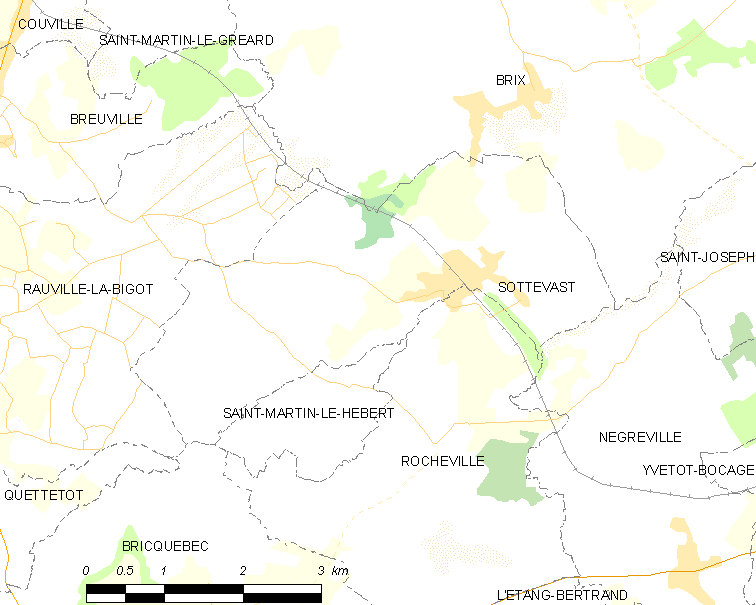
索特瓦的OSM定位图

索特瓦的时区为UTC+01:00、UTC+02:00（夏令时）。

## 行政
索特瓦的邮政编码为50260，INSEE市镇编码为50579。

## 政治
索特瓦所属的省级选区为科唐坦地区布里克贝克县。

## 人口

1962-2008年间索特瓦人口变化图示

索特瓦于2022年1月1日时的人口数量为1455人。